# Bay Psalm Book

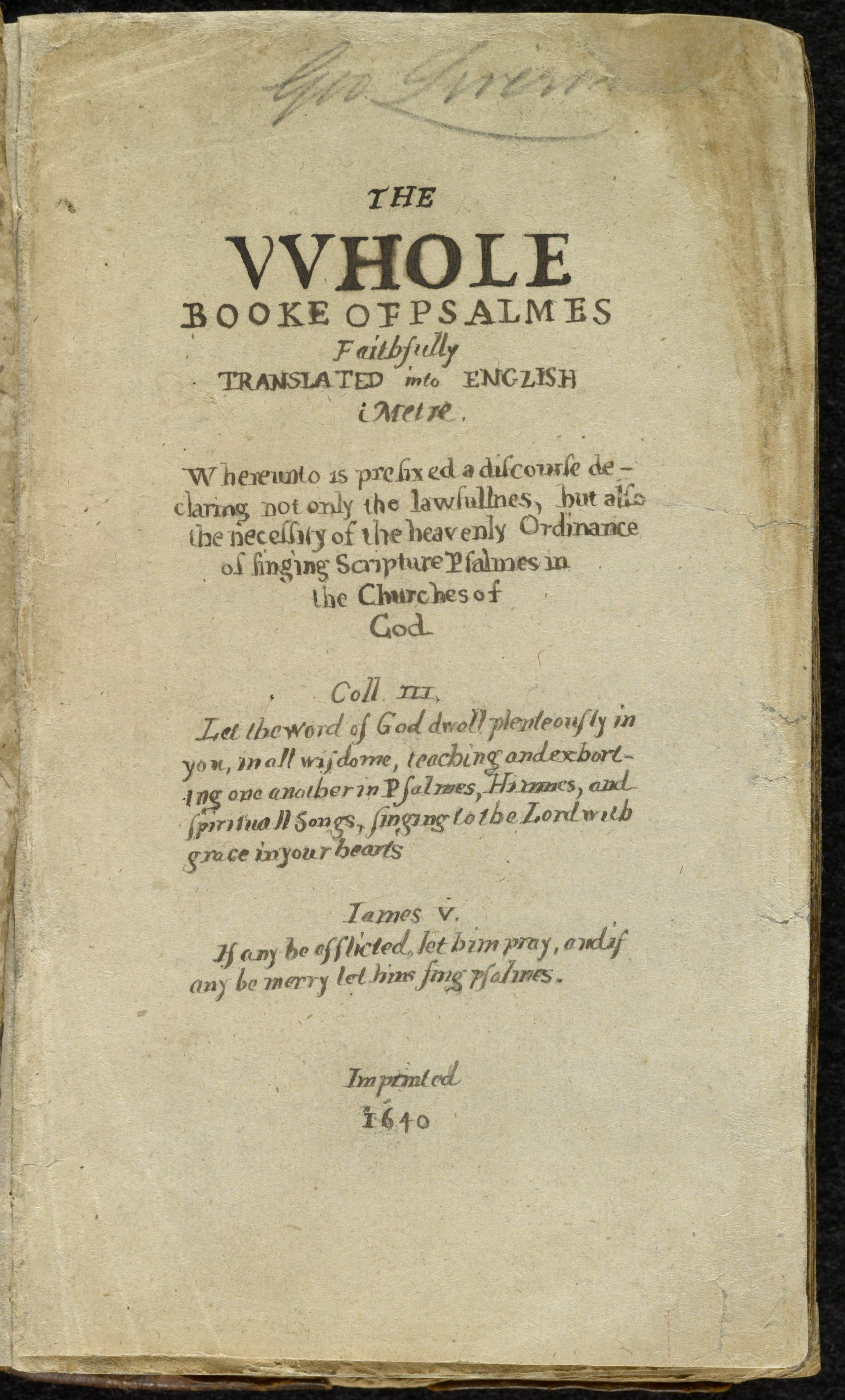
Page de garde du Bay Psalm Book.

Le Bay Psalm Book (« psautier de la baie ») est un psautier qui est le premier livre imprimé en Amérique du Nord britannique.

## Histoire et description
Ce livre est imprimé en 1640 à Cambridge dans la colonie de la baie du Massachusetts, seulement vingt ans après l'arrivée des Pères pèlerins à Plymouth et deux ans après l'importation de la première presse de Londres.
Il s'agit de nouvelles traductions métriques en anglais depuis l'hébreu du Livre des Psaumes ; les Pèlerins n'étaient pas satisfaits de la version qu'ils avaient emportée avec eux depuis l'Angleterre. Ces traductions sont peu élégantes, et aucune n'a survécu en l'état, bien que certains airs associés existent toujours, comme Old 100th. L'impression souffre également de nombreuses coquilles et erreurs typographiques, par exemple chaque recto utilise l'orthographe psalm, tandis que le verso indique psalme. Néanmoins, l'impression de ce livre représente une avancée considérable pour la colonie.
Il est imprimé en plusieurs éditions et reste en usage plus d'un siècle. Onze exemplaires ont survécu à ce jour.
L'un des onze exemplaires connus de la première édition de ce livre s'est vendu aux enchères à New York, organisées par la maison Sotheby's, en novembre 2013 pour 14,2 millions de dollars, ce qui constitue un record pour un livre imprimé.

## Page de titre de la première édition de 1640
The WHOLE BOOKE OF PSALMES Faithfully TRANSLATED into ENGLISH Metre. Whereunto is prefixed a discourse declaring not only the lawfullnes, but also the necessity of the heavenly Ordinance of singing Scripture Psalmes in the Churches of God. [Colossiens III] [James V] Imprinted, 1640.